# Калински езера
Калинските езера са шест езера в Северозападна Рила, разположени на около 1,7 km югозападно от хижа „Иван Вазов“, в северното подножие на връх Калин (2664 m), в най-горната част на долината на река Дупнишка Бистрица.
Само две от езерата са по-големи, а останалите четири са малки и почти всяко лято пресъхват. Най-горното е разположена на 42°10′51″ с. ш. 23°15′49″ и. д. / 42.180833° с. ш. 23.263611° и. д. и 2488 m н.в. и е с размери 95 на 70 m. Второто езеро е по-голямо с площ от 8 дка и има неправилна форма наподобяваща на удължена латинска буква „S“. Дължината му е 150 m, а максималната ширина – 30 m. То се намира на 42°11′00″ с. ш. 23°15′56″ и. д. / 42.183333° с. ш. 23.265556° и. д. и 2390 m н.в. Двете езера се оттичат с отделни потоци, които на около 400 – 500 m на изток се съединяват и общия поток се влива отляво в река Дупнишка Бистрица.